# 砷酸二氢钾
砷酸二氢钾是一种无机化合物，化学式为KH2AsO4。它可由碳酸钾和五氧化二砷在水中反应制得。
砷酸二氢钾在400 °C分解，生成偏砷酸钾。它和硫化氢在pH 7.2~8时反应，可以得到KH2AsO3S。它和三氟化锑反应，可以得到K(SbF2)HAsO4。它和氢氟酸（40%）发生放热反应，生成K[AsF5OH]。它和镁盐在溶液中反应，形成KMgAsO4·6H2O沉淀。